# Jan Jaskólski
Jan Jaskólski (ur. 28 października 1939 w Inowrocławiu, zm. 22 czerwca 2013 tamże) – polski lekkoatleta, trójskoczek.
Był zawodnikiem Noteci Mątwy i Zawiszy Bydgoszcz.

## Osiągnięcia
Największe sukcesy odniósł podczas mistrzostw Europy. W Belgradzie 1962 zajął 4. miejsce. Powtórzył ten sukces w Budapeszcie 1966. Trzy razy startował w igrzyskach olimpijskich. W Tokio 1964 był dwunasty, a w Rzymie 1960 i w Meksyku 1968 odpadł w eliminacjach.
Osiem razy zdobywał tytuł wicemistrza Polski (w tym: 1 raz w skoku w dal).
22 razy reprezentował Polskę w meczach międzypaństwowych, odnosząc 8 zwycięstw indywidualnych.

## Rekordy życiowe
- trójskok – 16,76 m (5 czerwca 1966, Bydgoszcz) – 14. wynik w historii polskiej lekkoatletyki[3]
- skok w dal – 7,64 m